# Stadtkirche St. Petri (Freiberg)

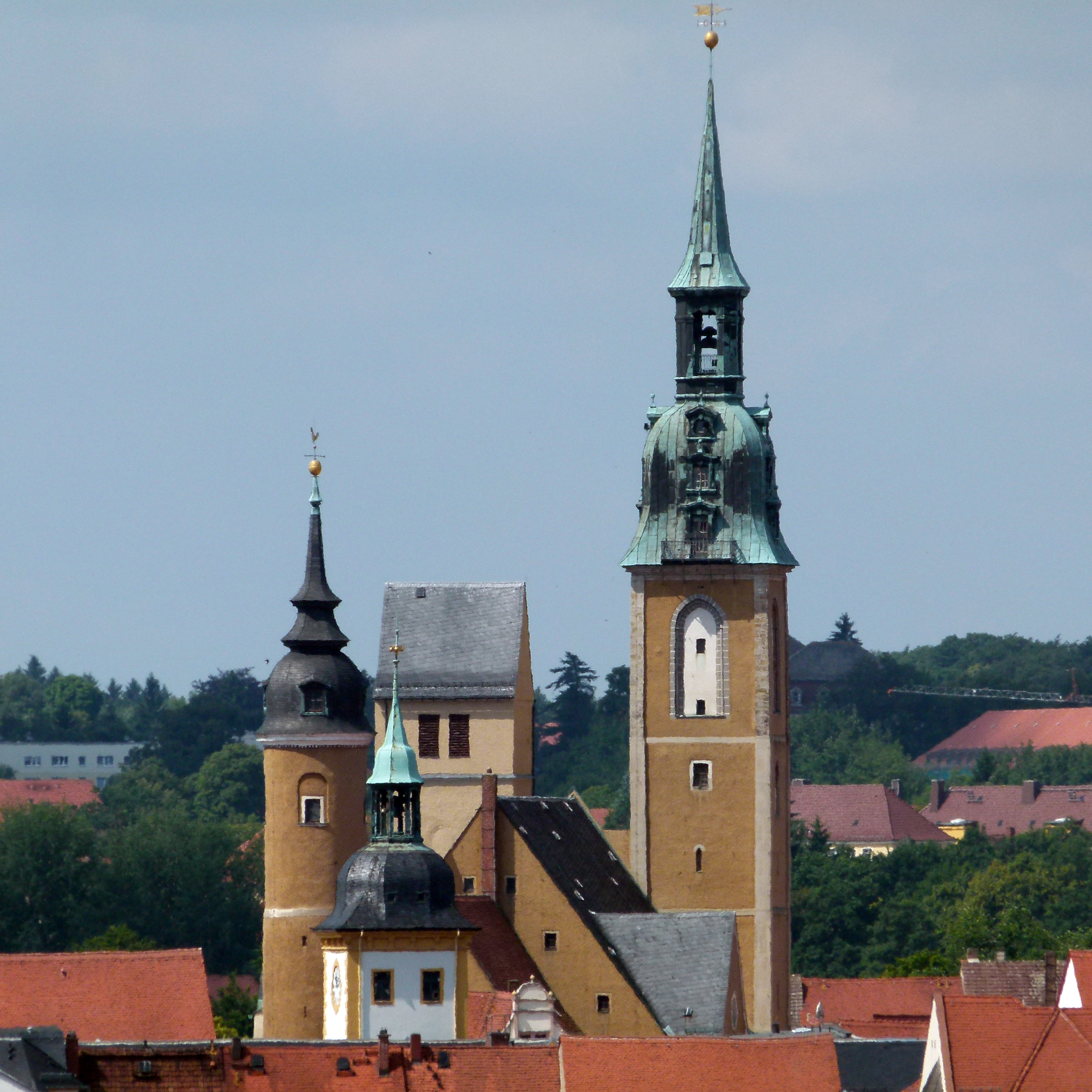
Stadtkirche St. Petri, links der Hahnenturm, rechts der Petriturm

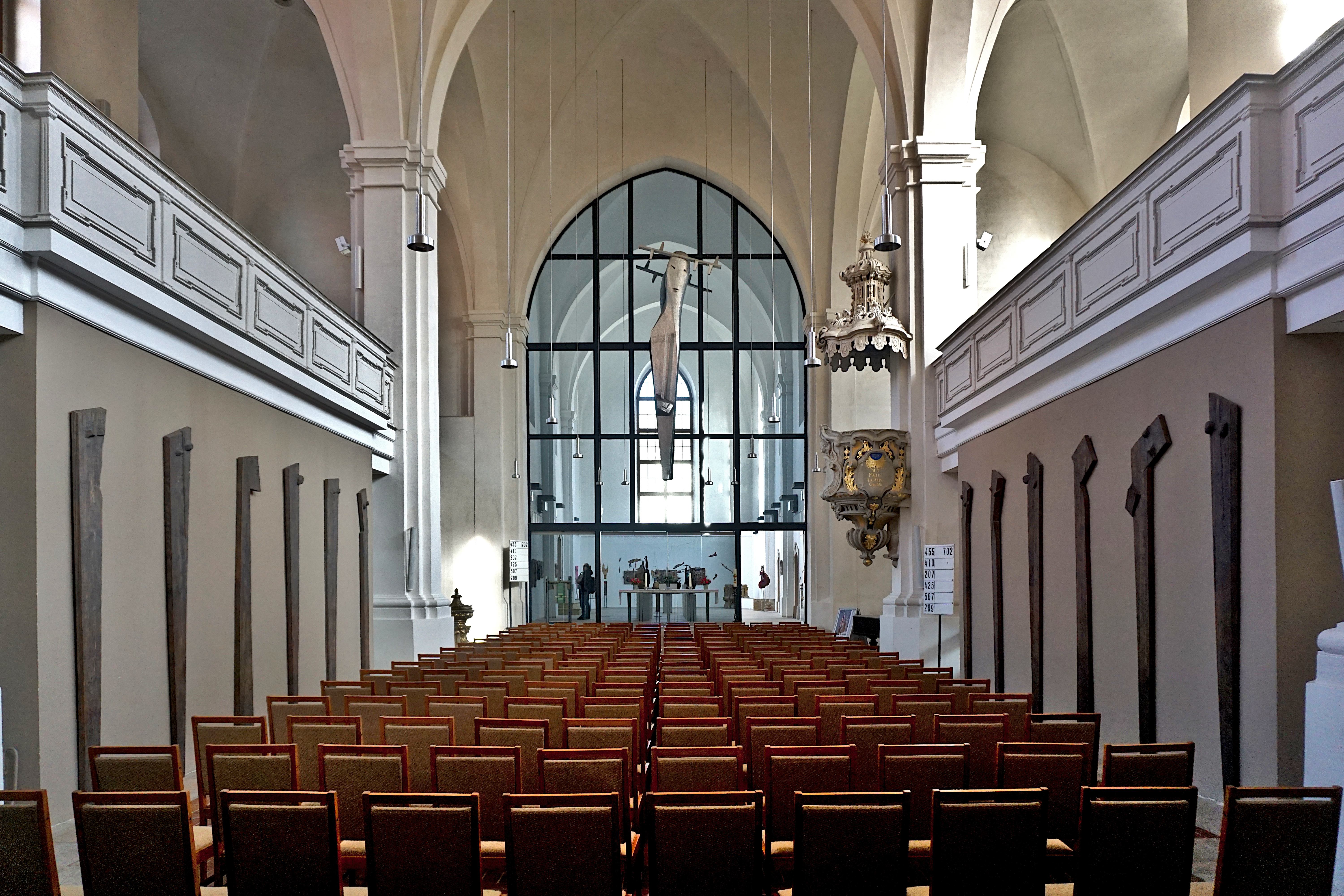
Innenraum der Kirche St. Petri

Die Stadtkirche St. Petri in Freiberg (örtlich Petrikirche genannt) befindet sich auf dem höchsten Punkt der Freiberger Innenstadt am Petriplatz etwas westlich des Obermarkts. Sie wird von der Kirchgemeinde Petri-Johannis genutzt.

## Geschichte
Errichtet wurde das Kirchengebäude etwa um 1200 in der Freiberger Oberstadt als spätromanische Basilika und war anfangs Hauptkirche der Stadt.
Im Jahr 1734 erfolgte ein barocker Umbau des Gotteshauses, zugleich wurden im Inneren eine Kanzel aus Sandstein und ein Taufstein eingebaut, die in der Werkstatt von Christian Feige d. Ä. entstanden waren. 1735 wurde eine Orgel von Johann Gottfried Silbermann installiert.
Die Kirche ist mit drei sehr unterschiedlichen Türmen ausgestattet, ihr Hauptturm (örtlich auch Petriturm genannt) erhielt 1730/1731 seine Haube.
Der Ratszimmermeister J. G. Ohndorf errichtete 1749 den Hahnenturm. Der dritte Turm trägt den Namen Fauler Turm und entstand als letzter.
Mitte der 1970er Jahre erfolgte ein Umbau zu einem Gemeindezentrum, das Innere wurde vom Bildhauer Friedrich Press neu gestaltet. Dafür stellte die EKD zwischen 1973 und 1975 die Summe von 258.000 D-Mark bereit, damit über ein Kirchenbauprogramm in der DDR dieselbe Summe in DDR-Mark für Sanierungs- und Umbau-Leistungen dieses Sakralbaus verfügbar war.

## Petriturm

### Bedeutung und Maße

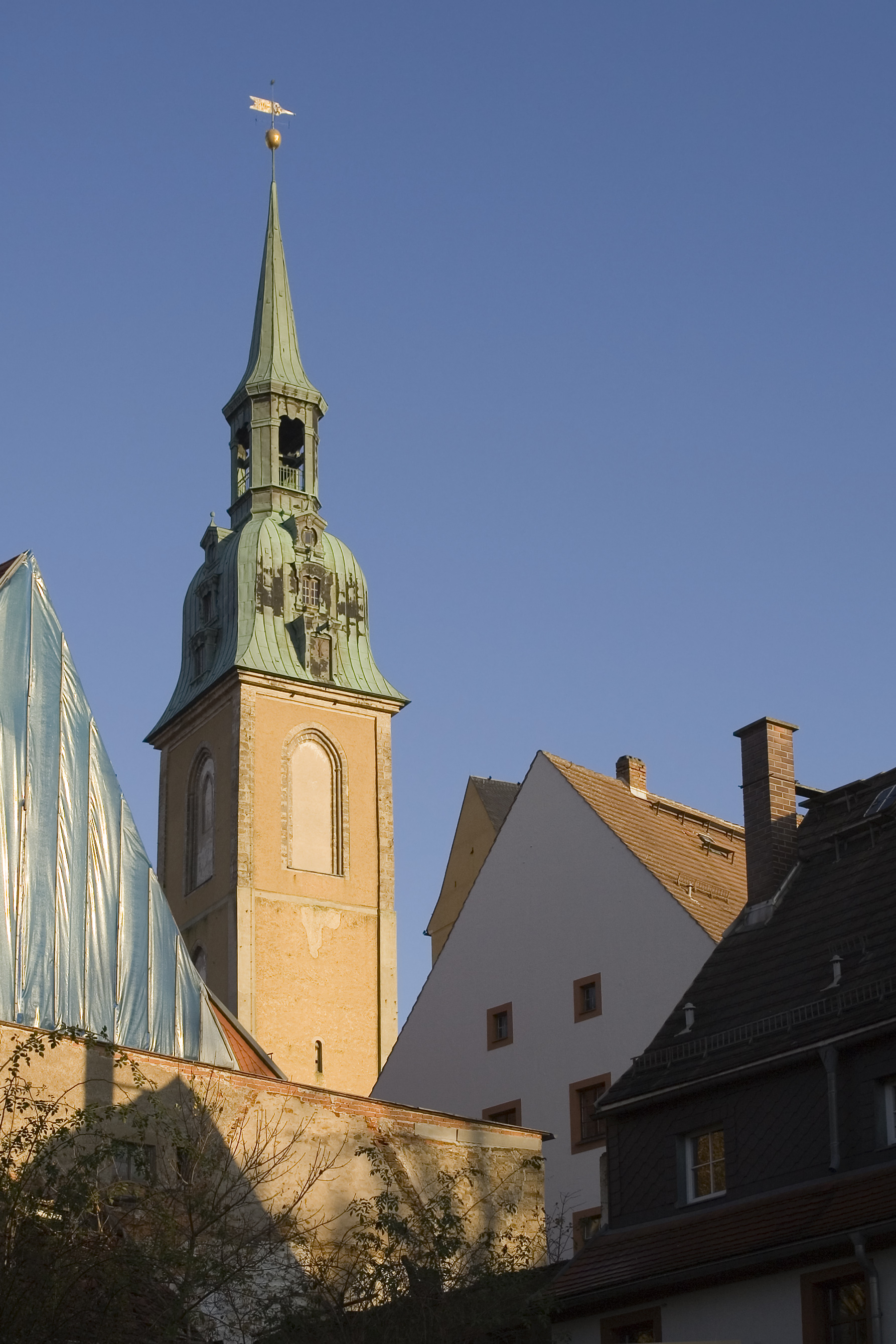
Petriturm von Westen

Der Stadtbild-bestimmende Turm ist 71 Meter hoch (bis zur Windrose) und stellt eine weithin sichtbare Landmarke im unteren Osterzgebirge dar.
Auf dem höchsten Punkt des historischen Stadtkerns in Freiberg stehend (405 m ü. NN) ist dieser Turm mit seiner Höhe von 74,10 Metern (vom Grundsims bis zum oberen Abschluss der Turmbekrönung) nach wie vor das höchste Wahrzeichen der Stadt Freiberg. Er hat stets für die Entwicklung der Stadt eine wichtige Rolle gespielt.
Der Turm hat einen fast quadratischen Grundriss mit einer Seitenlänge von 8 bis 9 Metern und eine Höhe des Bruchsteinmauerwerkes von knapp 42 Metern. Darüber befindet sich die untere Kuppel mit einer Höhe von etwas weniger als 11 Metern (Dach). Darüber befindet sich die Laterne mit einer Höhe von 10 Ellen (mehr als 5 Meter), die obere Kuppel von 21,5 Ellen (12 Metern) sowie die vergoldete Turmbekrönung mit einer Höhe von 6 Ellen (beginnend am unteren Ende des Turmknopfes).

### Turminneres
Im Innern gibt es die seit 1733 bestehenden Räumlichkeiten wie sie der spätere Ratszimmermeister Johann Gottlieb Ohndorff in seinem Riss durch den Turm 1730 maßstabsgerecht eingetragen hat. Der Turm enthielt bis in das 20. Jahrhundert die Wohnung für eine Türmerfamilie.
Darüber hinaus hatte Ohndorff 1730 dem Freiberger Stadtrat zwei Modelle der in ca. 34 m Höhe ansetzenden Holzkonstruktion des Glockenstuhls übergeben und die Bauleitung für den Turm entgegen dem ursprünglichen Beschluss des Rates alleine ausgeübt. Zu den Neuerungen dieser Konstruktion kam 1732 ein vom Stadtrat zusätzlich noch beschlossener „eiserner Austritt zum Abblasen“ (für die Stadtpfeifer) hinzu, von dem aus die Besucher noch heute den Blick über fast die gesamte Freiberger Altstadt haben.

### Rechtsverhältnisse
Obgleich der Petriturm ein Teil des Bauwerks Petrikirche ist, hat die Kirchgemeinde bisher kaum Einfluss auf die Nutzung und bauliche Gestaltung des Turmes gehabt. Diese Verhältnisse sind jedoch typisch für viele Städte in Mitteleuropa.
Über den rechtlichen Status des Turmes im Mittelalter ist nichts bekannt. Der Vergleich mit anderen Städten in der Region lässt darauf schließen, dass Handwerker der Freiberger Zünfte (sogenannte „Zirkler“) im Verlauf der gotischen Zeit (konkret wohl seit der zweiten Hälfte des 13. Jahrhunderts) von dem Turm aus Feuer- und Feindwache gehalten haben.
Der Finanzierung für den Bau und die Erhaltung der Türme erfolgte ähnlich wie die Errichtung der Kapellen an der Kirche (z. B. die Alnpeckkapelle an der Nordseite der Petrikirche): sie wurde zusammen mit ihrem Altar der 11000 Jungfrauen von Stephan Alnpeck gestiftet und stellte gleichzeitig für dessen Familie und Nachkommen die Begräbnisstätte dar.
Bei den Türmen, deren Bau sehr aufwändig war, engagierte sich die Stadt und bekam im Gegenzug Nutzungsrechte. Wenige Jahre nach Einführung der Reformation in Freiberg (1537) wurden die Pfarrkirchen 1541 der Stadt unterstellt, die ihren Kirchenbesitz im Geistlichen Einkommen zusammenfasste. Die drei Petritürme aber kamen – anders als der Rest der Kirche – zum aedificium publicum - den Bereich der öffentlichen Gebäude. In den Freiberger Archiven findet sich kein Hinweis, dass die Kirchgemeinde bis zum Ende des 19. Jahrhunderts auch nur über Baumaßnahmen am Turm informiert wurde.
Nach der Reformationszeit wird dieser Tätigkeitsbereich der damaligen Stadtverwaltung („Rath“) etwas deutlicher. Nachdem 1526/1527 erstmals die Kuppel mit Kupfer, wahrscheinlich auf Kosten der Stadtgemeinde, gedeckt wurde, wird acht Jahre später ein George der Hausmann erwähnt, der offenbar die für die Feuerwache fortan typischen und lukrativen Musikrechte der Stadtpfeifer hatte und daher mit dem Petriturm in Verbindung gebracht wird.
Während des gesamten 17., 18. Jahrhunderts und bis in die 1880er-Jahre gehörte der Turm (wie der Faule Turm und der Hahnenturm bis an die Wende zum bzw. weit ins 18. Jahrhundert auch) stetig zum aedificium publicum.

1858 wurden der Petriturm und die Kirche getrennt versichert. Unter anderem daraus meinte der Rat ableiten zu können, dass der Turm städtisches Eigentum sei, und forderte den Gesamtkirchenvorstand im Oktober 1888 auf dies anzuerkennen. Seitdem steht das Bauwerk Petrikirche auf zwei Grundstücken. Anders als die Stadt betrachtete der befragte Petrikirchenvorstand aber die städtische Pflicht zum Unterhalt des Turmes nicht als Zeichen eines Eigentumsrechtes, sondern als Gegenleistung für das ihr kostenlos zugestandene Nutzungsrecht. Der Stadtrat strich ihn darauf aus seinem Stammvermögensverzeichniss, behielt aber den Anspruch auf die Nutzung bei. Als noch im gleichen Jahr die Stadt Freiberg die Petrigemeinde aufforderte, nun für den baulichen Unterhalt des Turmes zu sorgen und dafür die Zahlung eines Mietzinses anbot, wurde dieses vom Kirchenvorstand zurückgewiesen. In dem Rechtsgutachten auf das der Kirchenvorstand seine Argumentation aufbaute heißt es:

„Mit Rücksicht darauf, dass die Benutzung des Turmes für die Zwecke der Kirche voraussichtlich kaum jemals in Frage kommen wird, andererseits die Stadt des Turms für die Zwecke der Feuerwache und des Stundenschlages nicht füglich wird entbehren können, die rein formale Eigentumsfrage aber ohne alle practische Bedeutung sein dürfte, möchte ich mich der Hoffnung hingeben … [dass die Stadträte] das bisherige Verhältniss unverändert fortbestehen lassen.“

Damit war der Stadtrat zunächst einverstanden. Doch kam das Problem immer wieder auf den Tisch, wenn größere Investitionen notwendig wurden.
Auch nachdem am 1. Juli 1905 mit Carl-August Nepp der letzte Freiberger Türmer den Turm verlassen hatte und nun die Stadt „der Feuerwache und des [von Hand ausgeführten] Stundenschlages“ vom Turme nun doch „entbehren“ konnte, war ein Argument auf Kirchenseite entfallen. Doch ließ es die Stadt mit einer abschlägig beschiedenen Bitte an den Kirchenvorstand bewenden.
Die in der Weimarer Reichsverfassung zur Regelung des Verhältnisses von Kirche und Staat enthaltenen Artikel sorgten für eine neue Diskussion, zumal sich 1920 eine Erneuerung der vermorschten und nun bedrohlich schwankenden Konstruktion der oberen Turmspitze notwendig machte. Die nun in Gang kommenden Gespräche zogen sich bis 1927 hin, ohne zu einem Ergebnis zu führen. Zunächst war die Inflation ein Problem, 1927 lehnte der Kirchenvorstand ein Monatsmiete von 300 RM unter Hinweis auf bauliche Mängel am Petriturm ab.
Bis zum Ende des Zweiten Weltkriegs hat sich dann die Diskussion darüber nicht wieder belebt.
Während des Krieges war 1940/1941 eine Reparatur der vermorschten Turmspitze nötig geworden. Dies ging nicht ohne diese Arbeiten in die NS-Propaganda mit einzubeziehen. Obwohl diese Arbeiten auch die untere Kuppel mit einbezogen, war es nicht möglich alle notwendigen Tätigkeiten auszuführen.
Im Jahr 1996 verzichtete die Stadt Freiberg zugunsten der Kirchgemeinde auf ihre Rechte am Petriturm sowie ihr dort vorhandenes Eigentum (z. B. die Stunden- und Sturmglocke sowie die Häuerglocke).

## Ausstattung

### Altar, Taufe, Kanzel und sonstiges
Wie weiter oben zu lesen, stammen die Taufe und die Kanzel aus dem beginnenden 18. Jahrhundert. Die Apsis erhält durch mehrere hohe unbunte Fenster Tageslicht. Mittig zwischen zwei Fenstern hängt ein modern gestaltetes Kruzifix von Friedrich Press. Davor steht ein flacher einfach gehaltener Altartisch. Diese Ausstattung erfolgte bei der Umwandlung zum Gemeindezentrum, wonach die Kirchenräume im Wesentlichen als Ausstellungsflächen dienen.

### Silbermann-Orgel

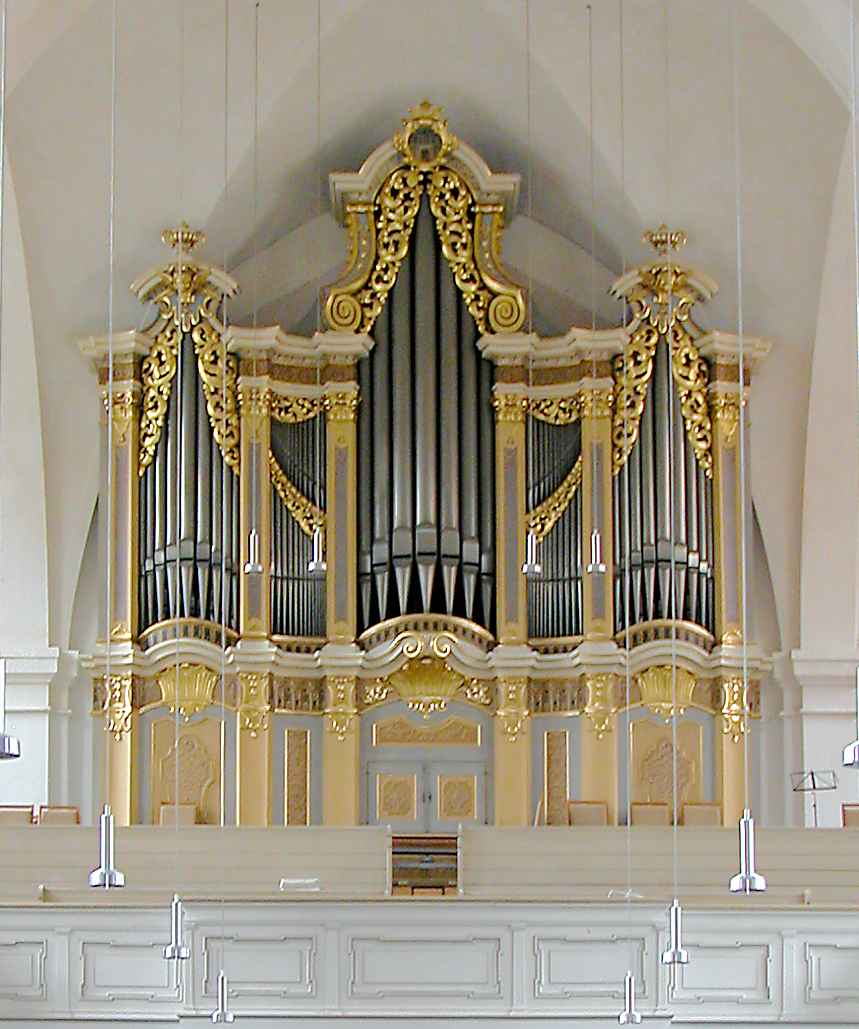
Silbermann-Orgel

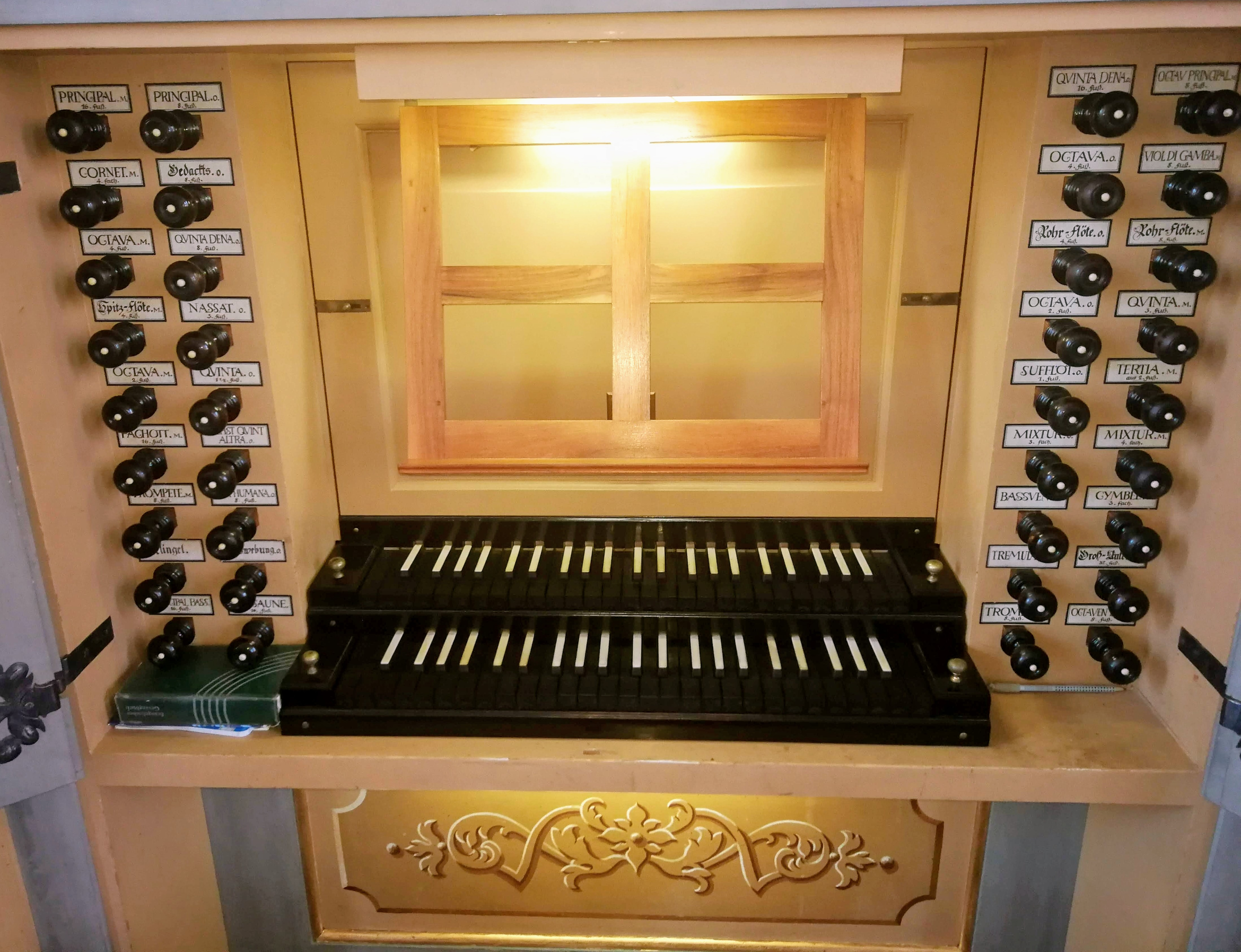
Spielanlage der Orgel

Auf der Empore der Petrikirche befindet sich die größte zweimanualige Orgel des Freiberger Orgelbaumeisters Gottfried Silbermann. Das Instrument wurde 1735 vollendet und hat 32 Register (1784 Pfeifen) auf zwei Manualen und Pedal. Im Laufe der Zeit wurde die Orgel mehrfach umgebaut: 1855 wurde sie auf gleichschwebende Temperatur eingestimmt und 1898 von Jehmlich umgebaut und um ein drittes Manual mit pneumatischen Laden erweitert. Dabei wurde der Stimmton auf etwa 435 Hertz abgesenkt. Weitere Umbaumaßnahmen erfolgten 1937, ebenfalls durch Jehmlich. Das 1898 hinzugefügte Echowerk wurde 1959 von Jehmlich wieder entfernt; bei dieser Umbaumaßnahme wurde auch das Pfeifenwerk komplett überarbeitet und die Kerne von acht Registern ersetzt, wodurch der Klang völlig verändert wurde.
Die Orgel wurde 2006–2007 durch Kristian Wegscheider und Jehmlich rekonstruiert. Die Stimmtonhöhe beträgt heute 462,5 Hertz (Temperierung: Neidhardt II „für eine kleine Stadt“ von 1732).
| I Hauptwerk CD–c3 |                   |        |
| 01.               | Principal         | 16′    |
| 02.               | Octav Principal   | 8′     |
| 03.               | Viol di Gamba     | 8′     |
| 04.               | Rohr-Flöte        | 8′     |
| 05.               | Octava            | 4′     |
| 06.               | Spitz-Flöte       | 4′     |
| 07.               | Qvinta            | 3′     |
| 08.               | Octava            | 2′     |
| 09.               | Tertia            | 1 3⁄5′ |
| 10.               | Cornet IV (ab c1) |        |
| 11.               | Mixtur IV         |        |
| 12.               | Cymbel III        |        |
| 13.               | Fachott           | 16′    |
| 14.               | Trompete          | 8′     |
|                   | Tremulant         |        |

| II Oberwerk CD–c3 |                       |                   |
| 15.               | Qvinta dena           | 16′               |
| 16.               | Principal             | 8′                |
| 17.               | Gedackts              | 8′                |
| 18.               | Qvinta dena           | 8′                |
| 19.               | Octava                | 4′                |
| 20.               | Rohr-Flöte            | 4′                |
| 21.               | Nassat                | 3′                |
| 22.               | Octava                | 2′                |
| 23.               | Qvinta                | 1⁄2′              |
| 24.               | Sufflöt               | 1′                |
| 25.               | Sechst Qvint altra    | 4⁄5′ (ab c1 3⁄5′) |
| 26.               | Mixtur III            |                   |
| 27.               | Vox humana            | 8′                |
|                   | Schwebung (Tremulant) |                   |

| Pedal CD–c1 |                |     |
| 28.         | Groß Untersatz | 32′ |
| 29.         | Principal Bass | 16′ |
| 30.         | Octaven Bass   | 8′  |
| 31.         | Possaune       | 16′ |
| 32.         | Trompete       | 8′  |

- Koppeln: Schiebekoppel I/II, Bassventil (Ventilkoppel I/P)
- Nebenregister: Klingel

## Glocken

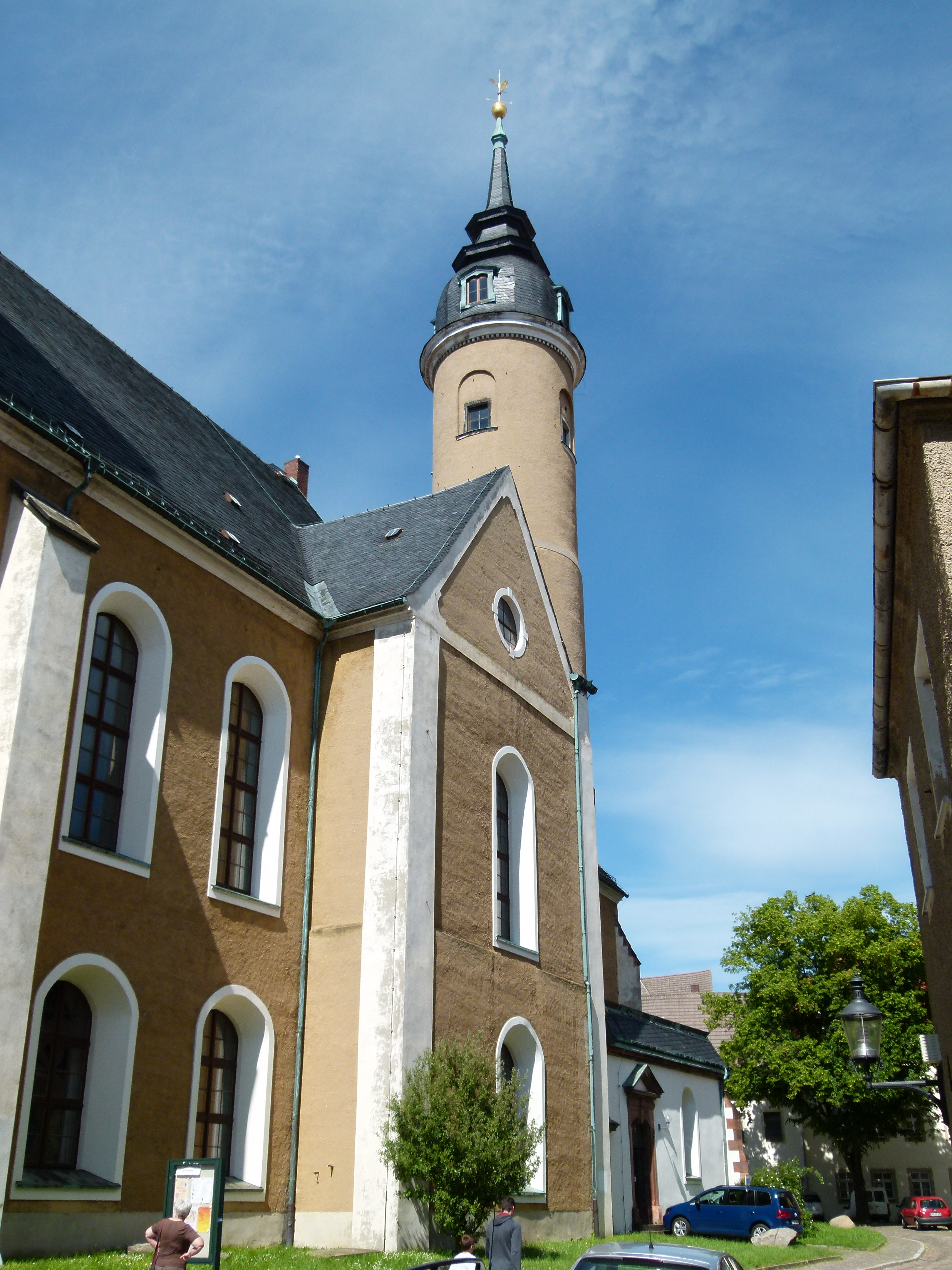
Südseite mit Hahnenturm

Auf dem Petriturm, in der Laterne, hängt die 1730 von Michael Weinhold in Dresden gegossene Sturm- und Stundenglocke (Saigerschelle), mit welcher die Stunden und halben Stunden geläutet werden. Früher diente sie auch als Sturmglocke bei Feuer- und Feindgefahr. Über ihr hängt das Häuerglöckchen, mit dem die Bergleute von 1509 bis 1905 zur Schicht gerufen wurden. Die Häuerglocke (gegossen 1874), inzwischen durch eine Kopie ersetzt, läutet außer an Sonn- und Feiertagen jeweils 12:00 Uhr und 17:00 Uhr, etwa fünf Minuten nach der Stundenglocke. Die alte Häuerglocke wurde im Freiberger Stadt- und Bergbaumuseum ausgestellt.
In einem Bergmannslied heißt es dazu:

„Wenn das Glöcklein drei tut läuten, heißt’s: Bergmann, steh’ auf mit Freuden …“

Sowohl die jetzige Häuerglocke als ihre Vorgängerin im Museum tragen den Spruch:

„Auf, Auf, zur Grube ruf’ ich Euch, ich die ich oben steh; so oft Ihr in die Tiefe fahrt, so denket in die Höh.“

Auf dem Faulen Turm befinden sich die 3850 Kilogramm schwere, im Jahr 1487 von Oswald Hilliger gegossene Große Glocke und die 1940 Kilogramm schwere, von seinem Enkel Wolf Hilger stammende Kleine Glocke. Der dritte Turm, ein Rundturm, ist der Hahnenturm. Petriturm, Fauler Turm und Hahnenturm stammen in ihren Grundmauern noch aus romanischer Zeit.

## Grabstätten
In der Petrikirche haben mehrere bedeutende Persönlichkeiten ihre letzte Ruhe gefunden. Die Original-Grabstellen sind durch spätere Umbauten der Kirche nicht mehr erhalten. Neben der Nordkapelle befinden sich drei dorthin versetzte Grabsteine.
Besondere erwähnenswert sind:
- Hans Carl von Carlowitz, Kameralist und Oberberghauptmann. Angesichts der Probleme des Bergbaus prägte er den Begriff der Nachhaltigkeit.
- Wolf(gang) Hilliger, bedeutender Freiberger Glocken- und Kanonengießer